# ان‌جی‌سی ۲۲
ان‌جی‌سی۲۲ (به انگلیسی: NGC 22) یک کهکشان مارپیچی است که در صورت فلکی اسب بالدار قرار دارد.